# Alois Scharl
Alois Scharl (* 8. Juni 1922 in München; † 22. August 1994 in Altdorf) war ein deutscher Kunstmaler und Gymnasialprofessor. Er produzierte hauptsächlich  Landschaftsmalerei und Stillleben.

## Leben
Alois Scharl wurde als einziges Kind von Josef Scharl und Magdalena Scharl, geb. Gruber geboren. Während seiner Kindheit hatte er sich durch den malerischen Einfluss des Vaters mit Kunst beschäftigt, er übte sich in diversen Techniken der Malerei. Nach neunjähriger Kriegsgefangenschaft in Russland kehrte er Anfang der 1950er Jahre nach München zurück, wo er auf der Blocher Kunstakademie studierte, um seine Kenntnisse zu vertiefen. Während des Studiums erlernte er alle nötigen Techniken, die in seinem späteren Beruf als Kunsterzieher wichtig waren.
In München lernte er Mitte der fünfziger Jahre seine Ehefrau Ursula kennen, mit der er schließlich nach Wendelstein bei Nürnberg zog, um in Nürnberg als Lehrer für Kunsterziehung zu arbeiten. Hier entstanden die ersten der für ihn typischen Landschaftsbilder. Während der Zeit in Wendelstein kam 1959 die gemeinsame Tochter Susanne zur Welt. 1961 zog die Familie nach Hohenstadt um, wo Scharl weitere Inspirationen durch Landschaft, neue Freunde und Reisen fand. Die Familie begann mit Reisen ins Ausland, wo durch die Vielfältigkeiten der Landschaften weitere unterschiedliche Bilder entstanden. Scharl reiste immer mit Skizzenblock, um seine Eindrücke festzuhalten. 1967 kaufte Scharl eine historische Mühle nahe der fränkischen Alb, die restauriert wurde. 1992 bis 1994 erlitt Scharl drei Schlaganfälle und konnte nicht mehr malen. Er starb im August 1994.